# اشتيوان (بني أحمد الغربية)
اشتيوان هي إحدى مشيخات المملكة المغربية، تتبع جغرافيا لإقليم شفشاون وإداريًا لبني أحمد الغربية. يقدر عدد سكانها بـ 7174 نسمة حسب الإحصاء الرسمي للسكان والسكنى لسنة 2004.